# Presenilina
Las presenilinas son una familia de proteínas transmembrana que constituyen la subunidad catalítica de la enzima gamma-secretasa. La gamma-secretasa es una enzima con actividad proteasa presente en la membranas celulares, tiene una estructura compleja y consta de varias subunidades. Se han descrito dos presenilinas, la presenilina 1 o PSEN1, cuyo gen se encuentra en el cromosoma 14 humano y la presenilina 2 o PSEN2, codificada en el cromosoma 1 humano. Existen varias mutaciones que pueden afectar a la estructura de las presenilinas y son responsables de los casos de enfermedad de Alzheimer hereditaria de inicio precoz.